# Achterdok

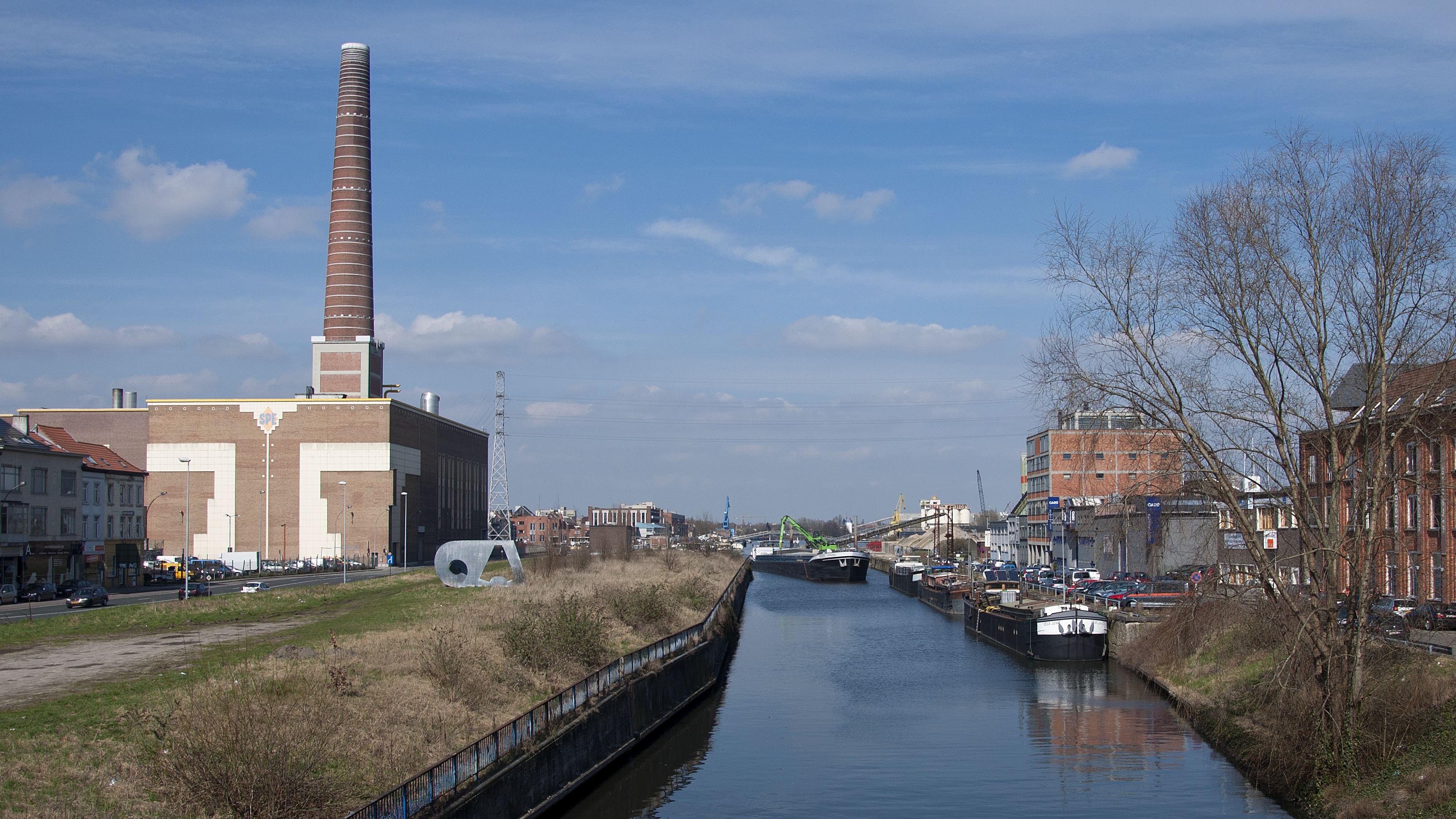
Het Achterdok vanaf de Dampoortbrug

Het Achterdok is een van de oudste dokken van de haven van Gent, samen met het Houtdok en het Handelsdok. Het werd in 1829 aangelegd, net vóór België zich in 1830 losscheurde van het Verenigd Koninkrijk der Nederlanden. Het is het meest zuidelijk gelegen dok van de haven. Het Achterdok is met de binnenstad en de Portus Ganda verbonden via een zwaaikom en de Napoleon de Pauwvertakking.

## Geschiedenis
Koning Willem I besliste in 1823 om de Sassevaart tot in Terneuzen te verlengen - het kanaal Gent-Terneuzen - zodat Gent via de Westerschelde opnieuw toegang kreeg tot de zee. Van 1830 tot 1841 was er geen vaart door het kanaal van Gent naar Terneuzen, aangezien Nederland de Westerschelde afsloot. Ter hoogte van Zelzate plaatste de Belgische generaal Niellon palen in het water om te voorkomen dat schepen Gent zouden bereiken. Het kanaal verzandde. Pas in 1841, nadat de vaart terug was uitgebaggerd, ontstond weer scheepvaart via het kanaal.
Tegen het einde van de 20e eeuw verlegde de havenactiviteit zich meer naar het noorden. De schepen werden te groot voor de oude dokken en onder meer het Kluizendok is aangelegd om grote schepen te ontvangen. In het begin van de 21e eeuw bestudeert men de mogelijkheid om dit oude havengedeelte om te vormen tot woongebied. Het station Gent-Dampoort ligt vlakbij.